# Ciências do meio aquático
Ciência do Meio Aquático é um ramo da Biologia Aplicada reconhecido em Portugal pela Ordem dos Biólogos. 
Os diplomados em Ciências do Meio Aquático são investigadores, docentes e quadros superiores de instituições e empresas com preparação específica em: Biologia Marinha, Ecologia Aquática, Produção Aquática, Gestão de Recursos Vivos e Tecnologia Alimentar. O ensino e investigação em Ciências do Meio Aquático realizam-se em Portugal desde 1981 no Instituto de Ciências Biomédicas Abel Salazar (ICBAS), Universidade do Porto.